# Nagare-zukuri

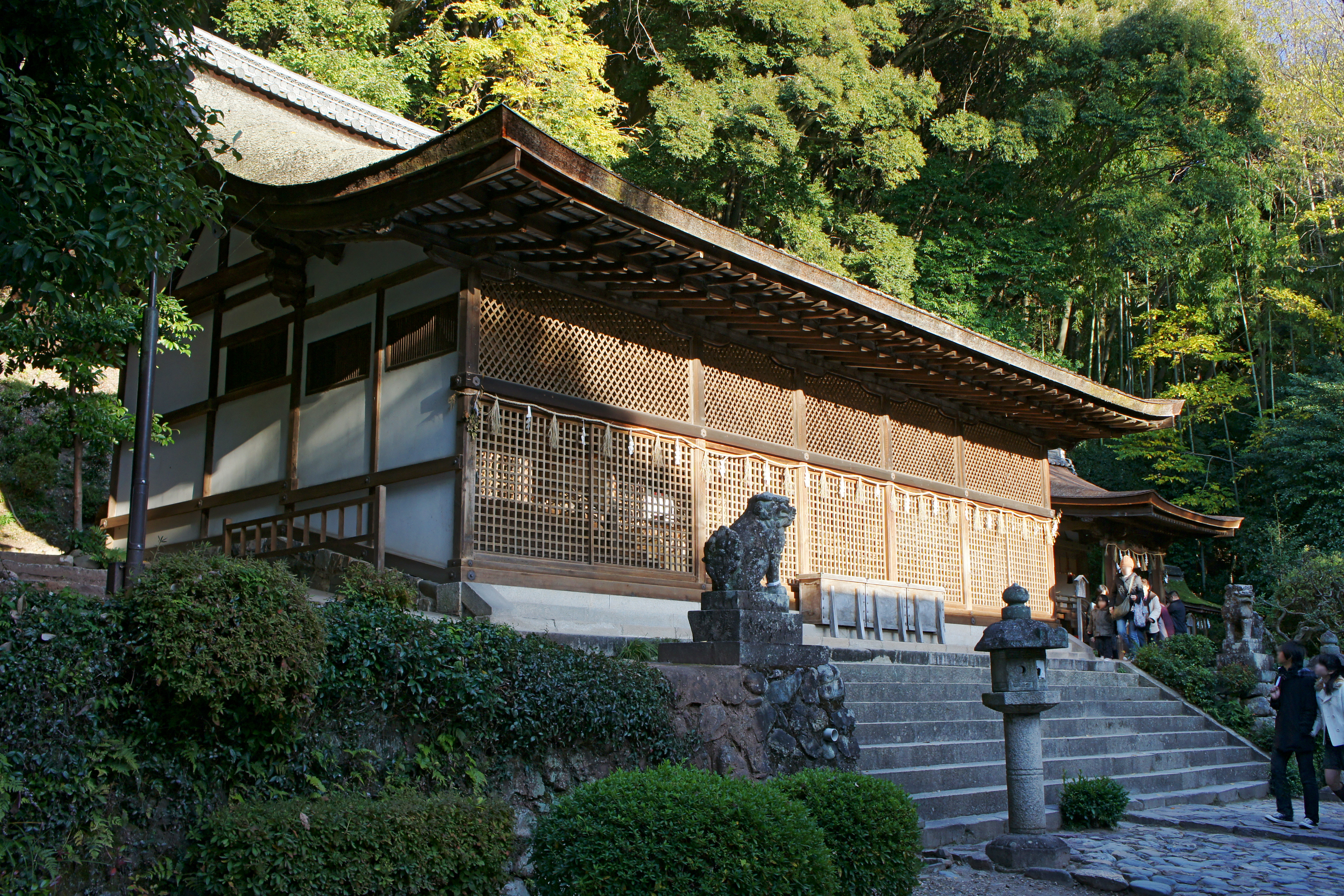
Santuario di Ujigami a Uji, nella prefettura di Kyoto

Il nagare-zukuri (流造? stile a tetto aerodinamico)  o nagare hafu-zukuri (流破風造? stile a timpano aerodinamico)  è uno stile architettonico tradizionale del santuario shintoista caratterizzato da un tetto a due kirizuma-yane (切妻屋根?)) che sporge verso l'esterno su uno dei lati non a capanna, sopra l'ingresso principale, a formare un portico (vedi foto). Questa è la caratteristica che gli dà il nome. È lo stile più comune tra i santuari di tutto il paese ed è dovuto al fatto che abbia il suo ingresso principale sul lato che corre parallelo al colmo del tetto (lato non a hirairi o hirairi-zukuri (平入・平入造?).

## Design
A volte la sua disposizione di base, costituita da un core (母屋?, architettura moya) parzialmente circondato da una veranda chiamata hisashi (tutta sotto lo stesso tetto), viene modificata con l'aggiunta di un vano davanti all'ingresso. Un honden (santuario) nagare-zukuri varia nella lunghezza del colmo del tetto da 1 a 11 ken, ma non è mai 6 o 8 ken. Le taglie più comuni sono 1 e 3 ken. Il santuario più antico del Giappone, il Santuario Ujigami di Uji, ha un honden di questo tipo. Le sue dimensioni esterne sono 5 x 3 ken, ma internamente è composto da tre santuari (内殿?, naiden) che misurano 1 ken ciascuno.

## Varianti

### Ryōnagare-zukuri
Il Ryōnagare-zukuri (両流造? stile doppio tetto aerodinamico) è una evoluzione del nagare-zukuri in cui il tetto scorre verso il basso a formare un portico su entrambi i lati non a capanna. Ad esempio l'honden del Santuario di Itsukushima e quello del Santuario Matsunoo a Kyoto.

### Kasuga-zukurienagare-zukuri

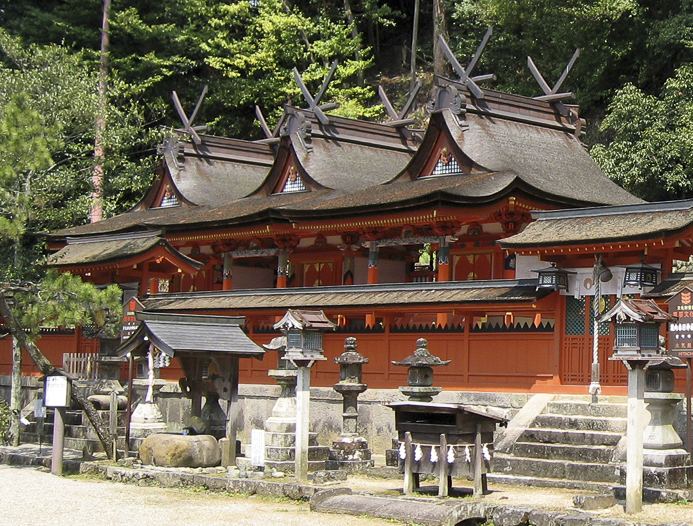
L' honden al Santuario Uda Mikumari Kami-gū è composto da 3 unità Kasuga-zukuri unite

Sebbene superficialmente completamente diverso, lo stile nagare-zukuri condivide in realtà un'ascendenza con il secondo stile più popolare in Giappone, il kasuga-zukuri.
I due ad esempio condividono pilastri posti su una fondazione a doppia croce e un tetto che si estende sull'ingresso principale, coprendo una veranda (Il Kasuga-zukuri è l'unico stile tsumairi a possedere quest'ultima caratteristica). La configurazione della fondazione è tipica non di santuari permanenti, ma temporanei, costruiti per essere periodicamente spostati. Ciò dimostra che, ad esempio, sia il Santuario di Kamo (nagare-zukuri) che il Santuario Kasuga erano dedicati a un culto della montagna e che dovevano essere spostati per seguire i movimenti dei kami.
Gli stili condividono anche una veranda davanti all'ingresso principale, il che rende probabile che entrambi si siano evoluti da un semplice tetto a due falde.